# 14659 Gregoriana
14659 Gregoriana (1999 AF24) là một tiểu hành tinh vành đai chính được phát hiện ngày 15 tháng 1 năm 1999 bởi M. Tombelli và G. Forti ở Montelupo.